# Circoscrizione Lombardia 2 (1993)
La circoscrizione Lombardia 2 è stata una circoscrizione elettorale italiana per l'elezione della Camera dei deputati; istituita dalla legge 4 agosto 1993, n. 277 (cosiddetta «legge Mattarella») e confermata dalla legge 21 dicembre 2005, n. 270 (cosiddetta «legge Calderoli»), comprendeva le province di Bergamo, Brescia, Como, Lecco, Sondrio e Varese, per un totale di 919 comuni e con una popolazione complessiva di 4.388.727 abitanti (secondo il censimento del 2011).
La legge 3 novembre 2017, n. 165 (cosiddetta «legge Rosato») ha disposto un nuovo assetto territoriale:
- le province di Como, Lecco, Sondrio e Varese, nonché una parte della provincia di Bergamo, hanno dato vita ad una nuova circoscrizione Lombardia 2;
- una porzione della provincia di Brescia, nonché la parte rimanente della provincia di Bergamo, hanno costituito la nuova circoscrizione Lombardia 3;
- la parte restante della provincia di Brescia è stata aggregata alla circoscrizione Lombardia 4, insieme alle province di Cremona, Lodi, Mantova e Pavia (in precedenza ricomprese nella previgente circoscrizione Lombardia 3) e a parte della città metropolitana di Milano (già ricompresa nella circoscrizione Lombardia 1).

## Dal 1993 al 2005

### Collegi uninominali
| Mappa | Collegio                 | Province e comuni |
| ----- | ------------------------ | --- |
|       | 1. Varese                | - Arcisate - Buguggiate - Cantello - Casciago - Gazzada Schianno - Induno Olona - Lozza - Varese |
|       | 2. Luino                 | - Agra - Azzio - Bedero Valcuvia - Besano - Bisuschio - Brenta - Brezzo di Bedero - Brinzio - Brissago-Valtravaglia - Brusimpiano - Cadegliano-Viconago - Caravate - Casalzuigno - Cassano Valcuvia - Castello Cabiaglio - Castelveccana - Cittiglio - Clivio - Cremenaga - Cuasso al Monte - Cugliate-Fabiasco - Cunardo - Curiglia con Monteviasco - Cuveglio - Cuvio - Dumenza - Duno - Ferrera di Varese - Gemonio - Germignaga - Grantola - Lavena Ponte Tresa - Laveno-Mombello - Leggiuno - Luino - Maccagno - Marchirolo - Marzio - Masciago Primo - Mesenzana - Montegrino Valtravaglia - Monvalle - Orino - Pino sulla Sponda del Lago Maggiore - Porto Ceresio - Porto Valtravaglia - Rancio Valcuvia - Saltrio - Tronzano Lago Maggiore - Valganna - Veddasca - Viggiù |
|       | 3. Tradate               | - Albizzate - Cairate - Carnago - Caronno Varesino - Castelseprio - Castiglione Olona - Fagnano Olona - Gornate-Olona - Lonate Ceppino - Malnate - Morazzone - Olgiate Olona - Solbiate Arno - Solbiate Olona - Tradate - Vedano Olona - Venegono Inferiore - Venegono Superiore |
|       | 4. Sesto Calende         | - Angera - Azzate - Barasso - Bardello - Besozzo - Biandronno - Bodio Lomnago - Brebbia - Bregano - Brunello - Cadrezzate - Casale Litta - Castronno - Cazzago Brabbia - Cocquio-Trevisago - Comabbio - Comerio - Crosio della Valle - Daverio - Galliate Lombardo - Gavirate - Inarzo - Ispra - Luvinate - Malgesso - Mercallo - Mornago - Osmate - Ranco - Sangiano - Sesto Calende - Sumirago - Taino - Ternate - Travedona-Monate - Varano Borghi - Vergiate |
|       | 5. Gallarate             | - Arsago Seprio - Besnate - Cardano al Campo - Casorate Sempione - Cassano Magnago - Cavaria con Premezzo - Gallarate - Golasecca - Jerago con Orago - Oggiona con Santo Stefano - Somma Lombardo |
|       | 6. Busto Arsizio         | - Busto Arsizio - Castellanza - Ferno - Lonate Pozzolo - Samarate - Vizzola Ticino |
|       | 7. Saronno               | - Carbonate - Caronno Pertusella - Cislago - Gerenzano - Gorla Maggiore - Gorla Minore - Limido Comasco - Locate Varesino - Marnate - Mozzate - Origgio - Rovello Porro - Saronno - Turate - Uboldo |
|       | 8. Como                  | - Argegno - Blessagno - Blevio - Brienno - Brunate - Campione d'Italia - Carate Urio - Casasco d'Intelvi - Castiglione d'Intelvi - Cerano d'Intelvi - Cernobbio - Claino con Osteno - Como - Dizzasco - Laglio - Laino - Lanzo d'Intelvi - Lipomo - Maslianico - Moltrasio - Pellio Intelvi - Pigra - Ponna - Ramponio Verna - San Fedele Intelvi - Schignano - Tavernerio |
|       | 9. Cantù                 | - Bregnano - Cabiate - Cadorago - Cantù - Capiago Intimiano - Carimate - Casnate con Bernate - Cermenate - Cucciago - Figino Serenza - Fino Mornasco - Mariano Comense - Novedrate - Senna Comasco - Vertemate con Minoprio |
|       | 10. Erba                 | - Albavilla - Albese con Cassano - Alserio - Alzate Brianza - Anzano del Parco - Arosio - Asso - Barni - Bellagio - Brenna - Caglio - Canzo - Carugo - Caslino d'Erba - Castelmarte - Civenna - Costa Masnaga - Erba - Eupilio - Faggeto Lario - Inverigo - Lambrugo - Lasnigo - Lezzeno - Longone al Segrino - Lurago d'Erba - Magreglio - Merone - Monguzzo - Montorfano - Nesso - Nibionno - Oliveto Lario - Orsenigo - Pognana Lario - Ponte Lambro - Proserpio - Pusiano - Rezzago - Rogeno - Sormano - Torno - Valbrona - Veleso - Zelbio |
|       | 11. Olgiate Comasco      | - Albiolo - Appiano Gentile - Beregazzo con Figliaro - Binago - Bizzarone - Bulgarograsso - Cagno - Cassina Rizzardi - Castelnuovo Bozzente - Cavallasca - Cirimido - Drezzo - Faloppio - Fenegrò - Gironico - Grandate - Guanzate - Lomazzo - Luisago - Lurago Marinone - Lurate Caccivio - Montano Lucino - Olgiate Comasco - Oltrona di San Mamette - Parè - Rodero - Ronago - Rovellasca - San Fermo della Battaglia - Solbiate - Uggiate-Trevano - Valmorea - Veniano - Villa Guardia |
|       | 12. Morbegno             | - Albaredo per San Marco - Andalo Valtellino - Bellano - Bema - Bene Lario - Campodolcino - Carlazzo - Casargo - Cavargna - Cercino - Chiavenna - Cino - Civo - Colico - Colonno - Consiglio di Rumo - Corrido - Cortenova - Cosio Valtellino - Crandola Valsassina - Cremia - Cusino - Dazio - Delebio - Dervio - Domaso - Dongo - Dorio - Dosso del Liro - Dubino - Esino Lario - Garzeno - Gera Lario - Germasino - Gerola Alta - Gordona - Grandola ed Uniti - Gravedona - Griante - Introbio - Introzzo - Lenno - Livo - Madesimo - Mantello - Margno - Mello - Menaggio - Menarola - Mese - Mezzegra - Montemezzo - Morbegno - Musso - Novate Mezzola - Ossuccio - Pagnona - Parlasco - Pedesina - Peglio - Perledo - Pianello del Lario - Piantedo - Piuro - Plesio - Porlezza - Prata Camportaccio - Premana - Primaluna - Rasura - Rogolo - Sala Comacina - Samolaco - San Bartolomeo Val Cavargna - San Giacomo Filippo - San Nazzaro Val Cavargna - San Siro - Sorico - Stazzona - Sueglio - Taceno - Talamona - Tartano - Traona - Tremenico - Tremezzo - Trezzone - Val Rezzo - Valsolda - Varenna - Vendrogno - Vercana - Verceia - Vestreno - Villa di Chiavenna |
|       | 13. Sondrio              | - Albosaggia - Aprica - Ardenno - Berbenno di Valtellina - Bianzone - Bormio - Buglio in Monte - Caiolo - Caspoggio - Castello dell'Acqua - Castione Andevenno - Cedrasco - Chiesa in Valmalenco - Chiuro - Colorina - Faedo Valtellino - Forcola - Fusine - Grosio - Grosotto - Lanzada - Livigno - Lovero - Mazzo di Valtellina - Montagna in Valtellina - Piateda - Poggiridenti - Ponte in Valtellina - Postalesio - Sernio - Sondalo - Sondrio - Spriana - Teglio - Tirano - Torre di Santa Maria - Tovo di Sant'Agata - Tresivio - Val Masino - Valdidentro - Valdisotto - Valfurva - Vervio - Villa di Tirano |
|       | 14. Lecco                | - Abbadia Lariana - Ballabio - Barzio - Calolziocorte - Cassina Valsassina - Civate - Cremeno - Galbiate - Garlate - Lecco - Lierna - Malgrate - Mandello del Lario - Moggio - Morterone - Olginate - Pasturo - Pescate - Suello - Valgreghentino - Valmadrera - Vercurago |
|       | 15. Merate               | - Airuno - Annone di Brianza - Barzago - Barzanò - Bosisio Parini - Brivio - Bulciago - Calco - Casatenovo - Cassago Brianza - Castello di Brianza - Cernusco Lombardone - Cesana Brianza - Colle Brianza - Cremella - Dolzago - Ello - Garbagnate Monastero - Imbersago - Lomagna - Merate - Missaglia - Molteno - Montevecchia - Monticello Brianza - Oggiono - Olgiate Molgora - Osnago - Paderno d'Adda - Perego - Robbiate - Rovagnate - Santa Maria Hoè - Sirone - Sirtori - Verderio Inferiore - Verderio Superiore - Viganò |
|       | 16. Bergamo              | - Bergamo |
|       | 17. Seriate              | - Albano Sant'Alessandro - Bagnatica - Bolgare - Brusaporto - Calcinate - Carobbio degli Angeli - Castelli Calepio - Cavernago - Chiuduno - Cividate al Piano - Costa di Mezzate - Ghisalba - Gorlago - Grassobbio - Grumello del Monte - Martinengo - Montello - Mornico al Serio - Orio al Serio - Palosco - Pedrengo - San Paolo d'Argon - Seriate - Telgate |
|       | 18. Ponte San Pietro     | - Ambivere - Bonate Sopra - Bonate Sotto - Bottanuco - Brembate - Calusco d'Adda - Capriate San Gervasio - Carenno - Carvico - Chignolo d'Isola - Cisano Bergamasco - Curno - Erve - Filago - Madone - Mapello - Medolago - Monte Marenzo - Mozzo - Ponte San Pietro - Pontida - Presezzo - Solza - Sotto il Monte Giovanni XXIII - Suisio - Terno d'Isola - Torre de' Busi - Villa d'Adda |
|       | 19. Treviglio            | - Antegnate - Arzago d'Adda - Barbata - Bariano - Brignano Gera d'Adda - Calcio - Calvenzano - Caravaggio - Casirate d'Adda - Castel Rozzone - Cortenuova - Covo - Fara Gera d'Adda - Fara Olivana con Sola - Fontanella - Fornovo San Giovanni - Isso - Misano di Gera d'Adda - Morengo - Mozzanica - Pagazzano - Pumenengo - Romano di Lombardia - Torre Pallavicina - Treviglio |
|       | 20. Albino               | - Albino - Alzano Lombardo - Ardesio - Aviatico - Azzone - Casnigo - Castione della Presolana - Cazzano Sant'Andrea - Cene - Cerete - Clusone - Colere - Colzate - Fino del Monte - Fiorano al Serio - Gandellino - Gandino - Gazzaniga - Gorno - Gromo - Leffe - Nembro - Oltressenda Alta - Oneta - Onore - Parre - Peia - Piario - Ponte Nossa - Pradalunga - Premolo - Rovetta - Schilpario - Selvino - Songavazzo - Valbondione - Valgoglio - Vertova - Villa di Serio - Villa d'Ogna - Vilminore di Scalve |
|       | 21. Costa Volpino        | - Adrara San Martino - Adrara San Rocco - Berzo San Fermo - Bianzano - Borgo di Terzo - Bossico - Casazza - Castro - Cenate Sopra - Cenate Sotto - Costa Volpino - Credaro - Endine Gaiano - Entratico - Fonteno - Foresto Sparso - Gandosso - Gaverina Terme - Gorle - Grone - Lovere - Luzzana - Monasterolo del Castello - Parzanica - Pianico - Predore - Ranica - Ranzanico - Riva di Solto - Rogno - Sarnico - Scanzorosciate - Solto Collina - Sovere - Spinone al Lago - Tavernola Bergamasca - Torre Boldone - Torre de' Roveri - Trescore Balneario - Viadanica - Vigano San Martino - Vigolo - Villongo - Zandobbio |
|       | 22. Dalmine              | - Arcene - Azzano San Paolo - Boltiere - Canonica d'Adda - Ciserano - Cologno al Serio - Comun Nuovo - Dalmine - Lallio - Levate - Lurano - Osio Sopra - Osio Sotto - Pognano - Pontirolo Nuovo - Spirano - Stezzano - Treviolo - Urgnano - Verdellino - Verdello - Zanica |
|       | 23. Zogno                | - Algua - Almè - Almenno San Bartolomeo - Almenno San Salvatore - Averara - Barzana - Bedulita - Berbenno - Blello - Bracca - Branzi - Brembate di Sopra - Brembilla - Brumano - Camerata Cornello - Capizzone - Caprino Bergamasco - Carona - Cassiglio - Corna Imagna - Cornalba - Costa Serina - Costa Valle Imagna - Cusio - Dossena - Foppolo - Fuipiano Valle Imagna - Gerosa - Isola di Fondra - Lenna - Locatello - Mezzoldo - Moio de' Calvi - Olmo al Brembo - Oltre il Colle - Ornica - Paladina - Palazzago - Piazza Brembana - Piazzatorre - Piazzolo - Ponteranica - Roncobello - Roncola - Rota d'Imagna - San Giovanni Bianco - San Pellegrino Terme - Santa Brigida - Sant'Omobono Terme - Sedrina - Serina - Sorisole - Strozza - Taleggio - Ubiale Clanezzo - Valbrembo - Valleve - Valnegra - Valsecca - Valtorta - Vedeseta - Villa d'Almè - Zogno |
|       | 24. Brescia - Flero      | - Parte del comune di Brescia - Flero - Borgosatollo - San Zeno Naviglio |
|       | 25. Brescia - Roncadelle | - Parte del comune di Brescia - Roncadelle - Cellatica - Collebeato |
|       | 26. Rezzato              | - Rezzato - Agnosine - Anfo - Bagolino - Barghe - Bedizzole - Bione - Botticino - Calvagese della Riviera - Capovalle - Castenedolo - Casto - Gavardo - Idro - Lavenone - Mazzano - Mura - Muscoline - Nuvolento - Nuvolera - Odolo - Paitone - Pertica Alta - Pertica Bassa - Preseglie - Prevalle - Provaglio Val Sabbia - Roè Volciano - Sabbio Chiese - Serle - Treviso Bresciano - Vallio Terme - Vestone - Villanuova sul Clisi - Vobarno |
|       | 27. Desenzano del Garda  | - Desenzano del Garda - Calcinato - Carpenedolo - Gardone Riviera - Gargnano - Limone sul Garda - Lonato - Magasa - Manerba del Garda - Moniga del Garda - Montichiari - Padenghe sul Garda - Polpenazze - Pozzolengo - Puegnago sul Garda - Salò - San Felice del Benaco - Sirmione - Soiano del Lago - Tignale - Toscolano Maderno - Tremosine - Valvestino |
|       | 28. Ghedi                | - Acquafredda - Alfianello - Azzano Mella - Bagnolo Mella - Bassano Bresciano - Calvisano - Capriano del Colle - Castel Mella - Cigole - Fiesse - Gambara - Ghedi - Gottolengo - Isorella - Leno - Mairano - Manerbio - Milzano - Montirone - Offlaga - Pavone del Mella - Poncarale - Pontevico - Pralboino - Remedello - San Gervasio Bresciano - Seniga - Visano |
|       | 29. Orzinuovi            | - Barbariga - Berlingo - Borgo San Giacomo - Brandico - Castegnato - Castelcovati - Castrezzato - Comezzano-Cizzago - Corzano - Dello - Lograto - Longhena - Maclodio - Orzinuovi - Orzivecchi - Ospitaletto - Pompiano - Quinzano d'Oglio - Roccafranca - Rudiano - San Paolo - Torbole Casaglia - Travagliato - Trenzano - Verolanuova - Verolavecchia - Villachiara |
|       | 30. Chiari               | - Adro - Capriolo - Cazzago San Martino - Chiari - Coccaglio - Cologne - Corte Franca - Erbusco - Paderno Franciacorta - Palazzolo sull'Oglio - Paratico - Passirano - Pontoglio - Rodengo Saiano - Rovato - Urago d'Oglio |
|       | 31. Lumezzane            | - Bovegno - Bovezzo - Brione - Caino - Collio - Concesio - Gardone Val Trompia - Gussago - Irma - Lodrino - Lumezzane - Marcheno - Marmentino - Nave - Pezzaze - Polaveno - Sarezzo - Tavernole sul Mella - Villa Carcina |
|       | 32. Darfo Boario Terme   | - Angolo Terme - Artogne - Berzo Demo - Berzo Inferiore - Bienno - Borno - Braone - Breno - Capo di Ponte - Cedegolo - Cerveno - Ceto - Cevo - Cimbergo - Cividate Camuno - Corteno Golgi - Darfo Boario Terme - Edolo - Esine - Gianico - Incudine - Iseo - Losine - Lozio - Malegno - Malonno - Marone - Monno - Monte Isola - Monticelli Brusati - Niardo - Ome - Ono San Pietro - Ossimo - Paisco Loveno - Paspardo - Pian Camuno - Piancogno - Pisogne - Ponte di Legno - Prestine - Provaglio d'Iseo - Sale Marasino - Saviore dell'Adamello - Sellero - Sonico - Sulzano - Temù - Vezza d'Oglio - Vione - Zone |

### XII legislatura

#### Risultati elettorali
| Coalizioni                   | Liste                              | Proporzionale | Proporzionale | Proporzionale | Maggioritario | Maggioritario | Maggioritario |
| Coalizioni                   | Liste                              | Voti          | %             | Seggi         | Voti          | %             | Seggi         |
| ---------------------------- | ---------------------------------- | ------------- | ------------- | ------------- | ------------- | ------------- | ------------- |
| Polo delle Libertà           | Lega Nord                          | 783.808       | 28,19         | 2             | 1.590.761     | 57,80         | 32            |
| Polo delle Libertà           | Forza Italia                       | 655.899       | 23,59         | 2             | 1.590.761     | 57,80         | 32            |
| Progressisti                 | Partito Democratico della Sinistra | 250.864       | 9,02          | 2             | 486.645       | 17,68         | -             |
| Progressisti                 | Rifondazione Comunista             | 112.905       | 4,06          | 1             | 486.645       | 17,68         | -             |
| Progressisti                 | Federazione dei Verdi              | 64.411        | 2,32          | -             | 486.645       | 17,68         | -             |
| Progressisti                 | Partito Socialista Italiano        | 33.594        | 1,21          | -             | 486.645       | 17,68         | -             |
| Progressisti                 | La Rete                            | 31.819        | 1,14          | -             | 486.645       | 17,68         | -             |
| Patto per l'Italia           | Partito Popolare Italiano          | 365.518       | 13,15         | 2             | 478.206       | 17,38         | -             |
| Patto per l'Italia           | Patto Segni                        | 152.326       | 5,48          | 1             | 478.206       | 17,38         | -             |
| Alleanza Nazionale           | Alleanza Nazionale                 | 140.980       | 5,07          | 1             | 170.685       | 6,20          | -             |
| Lista Pannella - Riformatori | Lista Pannella - Riformatori       | 100.607       | 3,62          | -             | 25.947        | 0,94          | -             |
| Lega Alpina Lumbarda         | Lega Alpina Lumbarda               | 87.817        | 3,16          | -             | N.D.          | N.D.          | N.D.          |
| Totale                       | Totale                             | 2.780.548     |               | 11            | 2.752.244     |               | 32            |

#### Eletti

##### Parte proporzionale
| Lega Nord                               | Forza Italia                                     | Partito Popolare Italiano         | Partito Democratico della Sinistra | Patto Segni  | Alleanza Nazionale | Rifondazione Comunista |
| --------------------------------------- | ------------------------------------------------ | --------------------------------- | ---------------------------------- | ------------ | ------------------ | ---------------------- |
|                                         |                                                  |                                   |                                    |              |                    |                        |
| - Roberta Pizzicara - Simonetta Faverio | - Ombretta Fumagalli Carulli - Domenico Lo Jucco | - Giovanni Bianchi - Maria Moioli | - Aldo Rebecchi - Adria Bartolich  | - Diego Masi | - Mirko Tremaglia  | - Mauro Guerra         |

##### Parte maggioritaria
Eletti nel Polo delle Libertà (FI - LN)
| Collegio            | Deputato | Deputato                | Partito | Partito                      |
| ------------------- | -------- | ----------------------- | ------- | ---------------------------- |
| Varese              |          | Roberto Maroni          |         | Lega Nord                    |
| Luino               |          | Luigi Zocchi            |         | Lega Nord                    |
| Tradate             |          | Antonio Marano          |         | Lega Nord                    |
| Sesto Calende       |          | Giuseppe Bonomi         |         | Lega Nord                    |
| Gallarate           |          | Giuseppe Leoni          |         | Lega Nord                    |
| Busto Arsizio       |          | Marco Sartori           |         | Lega Nord                    |
| Saronno             |          | Paolo Vigevano          |         | Lista Pannella - Riformatori |
| Como                |          | Gabriele Ostinelli      |         | Lega Nord                    |
| Cantù               |          | Luca Leoni Orsenigo     |         | Lega Nord                    |
| Erba                |          | Marco Romanello         |         | Lega Nord                    |
| Olgiate Comasco     |          | Alberto Cova            |         | Forza Italia                 |
| Morbegno            |          | Paolo Oberti            |         | Forza Italia                 |
| Sondrio             |          | Fiorello Provera        |         | Lega Nord                    |
| Lecco               |          | Roberto Castelli        |         | Lega Nord                    |
| Merate              |          | Alberto Bosisio         |         | Lega Nord                    |
| Bergamo             |          | Roberto Calderoli       |         | Lega Nord                    |
| Seriate             |          | Giorgio Jannone         |         | Forza Italia                 |
| Ponte San Pietro    |          | Luciana Frosio Roncalli |         | Lega Nord                    |
| Treviglio           |          | Giovanni Pilo           |         | Forza Italia                 |
| Albino              |          | Giovanni Ongaro         |         | Lega Nord                    |
| Costa Volpino       |          | Piergiorgio Martinelli  |         | Lega Nord                    |
| Dalmine             |          | Antonio Magri           |         | Lega Nord                    |
| Zogno               |          | Paolo Devecchi          |         | Lega Nord                    |
| Brescia-Flero       |          | Giulio Arrighini        |         | Lega Nord                    |
| Brescia-Roncadelle  |          | Flavio Bonafini         |         | Lega Nord                    |
| Rezzato             |          | Daniele Roscia          |         | Lega Nord                    |
| Desenzano del Garda |          | Guido Baldo Baldi       |         | Lega Nord                    |
| Ghedi               |          | Eugenio Baresi          |         | Centro Cristiano Democratico |
| Orzinuovi           |          | Salvatore Bellomi       |         | Lega Nord                    |
| Chiari              |          | Daniele Molgora         |         | Lega Nord                    |
| Lumezzane           |          | Vito Gnutti             |         | Lega Nord                    |
| Darfo Boario Terme  |          | Francesco Ghiroldi      |         | Lega Nord                    |

### XIII legislatura

#### Risultati elettorali
| Coalizioni             | Liste                              | Proporzionale | Proporzionale | Proporzionale | Maggioritario | Maggioritario | Maggioritario |
| Coalizioni             | Liste                              | Voti          | %             | Seggi         | Voti          | %             | Seggi         |
| ---------------------- | ---------------------------------- | ------------- | ------------- | ------------- | ------------- | ------------- | ------------- |
| Lega Nord              | Lega Nord                          | 973.651       | 35,79         | 3             | 1.008.987     | 37,17         | 20            |
| Polo per le Libertà    | Forza Italia                       | 543.723       | 19,99         | 2             | 853.325       | 31,44         | 7             |
| Polo per le Libertà    | Alleanza Nazionale                 | 208.567       | 7,67          | 1             | 853.325       | 31,44         | 7             |
| Polo per le Libertà    | CCD-CDU                            | 139.863       | 5,14          | 1             | 853.325       | 31,44         | 7             |
| L'Ulivo                | Partito Democratico della Sinistra | 286.828       | 10,54         | 1             | 841.529       | 31,00         | 5             |
| L'Ulivo                | Popolari per Prodi                 | 186.239       | 6,85          | -             | 841.529       | 31,00         | 5             |
| L'Ulivo                | Rinnovamento Italiano              | 110.305       | 4,05          | 1             | 841.529       | 31,00         | 5             |
| L'Ulivo                | Federazione dei Verdi              | 60.160        | 2,21          | -             | 841.529       | 31,00         | 5             |
| Rifondazione Comunista | Rifondazione Comunista             | 142.324       | 5,23          | -             | N.D.          | N.D.          | N.D.          |
| Lista Pannella-Sgarbi  | Lista Pannella-Sgarbi              | 54.256        | 1,99          | -             | N.D.          | N.D.          | N.D.          |
| Fiamma Tricolore       | Fiamma Tricolore                   | 14.406        | 0,53          | -             | 10.432        | 0,38          | -             |
| Totale                 | Totale                             | 2.720.322     |               | 9             | 2.714.273     |               | 32            |

#### Eletti

##### Parte proporzionale
| Lega Nord                                            | Forza Italia                       | Partito Democratico della Sinistra | Alleanza Nazionale | CCD-CDU        | Rinnovamento Italiano |
| ---------------------------------------------------- | ---------------------------------- | ---------------------------------- | ------------------ | -------------- | --------------------- |
|                                                      |                                    |                                    |                    |                |                       |
| - Umberto Bossi - Maurizio Balocchi - Uber Anghinoni | - Giulio Tremonti - Mario Valducci | - Adria Bartolich                  | - Sandra Fei       | - Luca Volontè | - Elisa Pozza Tasca   |

##### Parte maggioritaria
Eletti nel Polo per le Libertà (FI - AN - CCD-CDU)
     Eletti nella Lega Nord
     Eletti nell'Ulivo (PDS - P-S-P-U-P - RI - FdV)
| Collegio            | Deputato      | Deputato                 | Partito |
| ------------------- | ------------- | ------------------------ | ------- |
| Varese              |               | Irene Pivetti            |         |
| Luino               |               | Massimo Maria Berruti    |         |
| Tradate             |               | Carlo Ambrogio Frigerio  |         |
| Tradate             | Dario Galli   |                          |         |
| Sesto Calende       |               | Giancarlo Giorgetti      |         |
| Gallarate           |               | Giovanna Bianchi Clerici |         |
| Busto Arsizio       |               | Renzo Tosolini           |         |
| Saronno             |               | Luigi Negri              |         |
| Como                |               | Alessio Butti            |         |
| Cantù               |               | Paolo Colombo            |         |
| Erba                |               | Cesare Rizzi             |         |
| Olgiate Comasco     |               | Mario Taborelli          |         |
| Morbegno            |               | Ugo Parolo               |         |
| Sondrio             |               | Elena Ciapusci           |         |
| Lecco               |               | Lamberto Riva            |         |
| Merate              |               | Mauro Guerra             |         |
| Bergamo             |               | Mirko Tremaglia          |         |
| Seriate             |               | Piergiorgio Martinelli   |         |
| Ponte San Pietro    |               | Luciana Frosio Roncalli  |         |
| Treviglio           |               | Ettore Pietro Pirovano   |         |
| Albino              |               | Roberto Calderoli        |         |
| Costa Volpino       |               | Silvestro Terzi          |         |
| Dalmine             |               | Giacomo Stucchi          |         |
| Zogno               |               | Diego Alborghetti        |         |
| Brescia-Flero       |               | Paolo Corsini            |         |
| Brescia-Flero       | Aldo Rebecchi |                          |         |
| Brescia-Roncadelle  |               | Emilio Del Bono          |         |
| Rezzato             |               | Daniele Roscia           |         |
| Desenzano del Garda |               | Adriano Paroli           |         |
| Ghedi               |               | Francesco Ferrari        |         |
| Orzinuovi           |               | Roberto Faustinelli      |         |
| Chiari              |               | Daniele Molgora          |         |
| Lumezzane           |               | Alessandro Cè            |         |
| Darfo Boario Terme  |               | Davide Carlo Caparini    |         |

1. ↑  Deceduto in data 16.03.1997
2. ↑  Eletto in occasione delle elezioni suppletive del 1º giugno 1997.
3. ↑  Dimissionario in data 14.04.1999
4. ↑  Eletto in occasione delle elezioni suppletive del 27 giugno 1999.

### XIV legislatura

#### Risultati elettorali
| Coalizioni                  | Liste                       | Proporzionale | Proporzionale | Proporzionale | Maggioritario | Maggioritario | Maggioritario |
| Coalizioni                  | Liste                       | Voti          | %             | Seggi         | Voti          | %             | Seggi         |
| --------------------------- | --------------------------- | ------------- | ------------- | ------------- | ------------- | ------------- | ------------- |
| Casa delle Libertà          | Forza Italia                | 821.070       | 30,69         | 4             | 1.445.070     | 54,55         | 32            |
| Casa delle Libertà          | Lega Nord                   | 478.547       | 17,89         | -             | 1.445.070     | 54,55         | 32            |
| Casa delle Libertà          | Alleanza Nazionale          | 202.182       | 7,56          | 1             | 1.445.070     | 54,55         | 32            |
| Casa delle Libertà          | CCD-CDU                     | 61.163        | 2,29          | -             | 1.445.070     | 54,55         | 32            |
| Casa delle Libertà          | Nuovo PSI                   | 15.175        | 0,57          | -             | 1.445.070     | 54,55         | 32            |
| L'Ulivo                     | La Margherita               | 420.967       | 15,74         | 3             | 955.356       | 36,06         | -             |
| L'Ulivo                     | Democratici di Sinistra     | 204.078       | 7,63          | 1             | 955.356       | 36,06         | -             |
| L'Ulivo                     | Il Girasole                 | 44.146        | 1,65          | -             | 955.356       | 36,06         | -             |
| L'Ulivo                     | Comunisti Italiani          | 36.018        | 1,35          | -             | 955.356       | 36,06         | -             |
| Rifondazione Comunista      | Rifondazione Comunista      | 108.859       | 4,07          | 1             | N.D.          | N.D.          | N.D.          |
| Italia dei Valori           | Italia dei Valori           | 106.136       | 3,97          | -             | 149.697       | 5,65          | -             |
| Lista Emma Bonino           | Lista Emma Bonino           | 68.060        | 2,54          | -             | 17.265        | 0,65          | -             |
| Democrazia Europea          | Democrazia Europea          | 43.739        | 1,64          | -             | 69.308        | 2,62          | -             |
| Partito Pensionati          | Partito Pensionati          | N.D.          | N.D.          | N.D.          | 42.110        | 1,57          | -             |
| Fiamma Tricolore            | Fiamma Tricolore            | 15.327        | 0,57          | -             | 4.225         | 0,16          | -             |
| Liberaldemocratici - Basta! | Liberaldemocratici - Basta! | 6.332         | 0,24          | -             | 8.257         | 0,31          | -             |
| Abolizione Scorporo         | Abolizione Scorporo         | 1.159         | 0,04          | -             | N.D.          | N.D.          | N.D.          |
| Totale                      | Totale                      | 2.675.068     |               | 10            | 2.649.178     |               | 32            |

#### Eletti

##### Parte proporzionale
| Forza Italia                                                                              | La Margherita                                                               | Democratici di Sinistra | Alleanza Nazionale | Rifondazione Comunista |
| ----------------------------------------------------------------------------------------- | --------------------------------------------------------------------------- | ----------------------- | ------------------ | ---------------------- |
|                                                                                           |                                                                             |                         |                    |                        |
| - Alberto Michelini - Massimo Maria Berruti - Simonetta Licastro Scardino - Non assegnato | - Antonio Rusconi (rec.) - Giuliana Reduzzi (rec.) - Emilio Del Bono (rec.) | - Francesco Tolotti     | - Alberto Arrighi  | - Alfonso Gianni       |

##### Parte maggioritaria
Eletti nella Casa delle Libertà (FI - AN - LN - CCD-CDU)
| Collegio            | Deputato | Deputato                 | Partito |
| ------------------- | -------- | ------------------------ | ------- |
| Varese              |          | Roberto Maroni           |         |
| Luino               |          | Giuseppe Cossiga         |         |
| Tradate             |          | Dario Galli              |         |
| Sesto Calende       |          | Giancarlo Giorgetti      |         |
| Gallarate           |          | Giovanna Bianchi Clerici |         |
| Busto Arsizio       |          | Luca Volontè             |         |
| Saronno             |          | Marco Airaghi            |         |
| Como                |          | Alessio Butti            |         |
| Cantù               |          | Antonio Palmieri         |         |
| Erba                |          | Cesare Rizzi             |         |
| Olgiate Comasco     |          | Mario Taborelli          |         |
| Morbegno            |          | Ugo Parolo               |         |
| Sondrio             |          | Giampietro Scherini      |         |
| Lecco               |          | Carlo Giovanardi         |         |
| Merate              |          | Maurizio Lupi            |         |
| Bergamo             |          | Mirko Tremaglia          |         |
| Seriate             |          | Piergiorgio Martinelli   |         |
| Ponte San Pietro    |          | Giacomo Stucchi          |         |
| Treviglio           |          | Giantonio Arnoldi        |         |
| Albino              |          | Carolina Lussana         |         |
| Costa Volpino       |          | Giorgio Jannone          |         |
| Dalmine             |          | Gregorio Fontana         |         |
| Zogno               |          | Sergio Rossi             |         |
| Brescia-Flero       |          | Stefano Saglia           |         |
| Brescia-Roncadelle  |          | Giuseppe Romele          |         |
| Rezzato             |          | Chiara Moroni            |         |
| Desenzano del Garda |          | Adriano Paroli           |         |
| Ghedi               |          | Luigi Maninetti          |         |
| Orzinuovi           |          | Riccardo Conti           |         |
| Chiari              |          | Daniele Molgora          |         |
| Lumezzane           |          | Alessandro Cè            |         |
| Darfo Boario Terme  |          | Davide Carlo Caparini    |         |

## Dal 2005 al 2017

### XV legislatura

#### Risultati elettorali
|                               | Forza Italia                                      | 748 423   | 26,94 | 11 |  |  |  |  |  |
|                               | Lega Nord – MPA                                   | 447 193   | 16,10 | 6  |  |  |  |  |  |
|                               | Alleanza Nazionale                                | 263 718   | 9,49  | 4  |  |  |  |  |  |
|                               | Unione dei Democratici Cristiani e di Centro      | 181 117   | 6,52  | 3  |  |  |  |  |  |
|                               | Fiamma Tricolore                                  | 16 044    | 0,58  | –  |  |  |  |  |  |
|                               | Alternativa Sociale                               | 15 790    | 0,57  | –  |  |  |  |  |  |
|                               | Democrazia Cristiana per le Autonomie – Nuovo PSI | 14 742    | 0,53  | –  |  |  |  |  |  |
|                               | No Euro                                           | 7 565     | 0,27  | –  |  |  |  |  |  |
|                               | Sos Italia                                        | 2 375     | 0,09  | –  |  |  |  |  |  |
|                               | Totale coalizione                                 | 1 696 967 | 61,09 | 24 |  |  |  |  |  |
|                               | L'Ulivo                                           | 656 286   | 23,63 | 13 |  |  |  |  |  |
|                               | Partito della Rifondazione Comunista              | 129 686   | 4,67  | 2  |  |  |  |  |  |
|                               | Rosa nel Pugno                                    | 52 226    | 1,88  | 1  |  |  |  |  |  |
|                               | Italia dei Valori                                 | 51 356    | 1,85  | 1  |  |  |  |  |  |
|                               | Federazione dei Verdi                             | 49 733    | 1,79  | 1  |  |  |  |  |  |
|                               | Partito Pensionati                                | 49 269    | 1,77  | –  |  |  |  |  |  |
|                               | Lega per l'Autonomia - Alleanza Lombarda          | 44 589    | 1,61  | –  |  |  |  |  |  |
|                               | Partito dei Comunisti Italiani                    | 39 211    | 1,41  | 1  |  |  |  |  |  |
|                               | Popolari UDEUR                                    | 8 510     | 0,31  | –  |  |  |  |  |  |
|                               | Totale coalizione                                 | 1 080 866 | 38,91 | 19 |  |  |  |  |  |
| Totale                        | Totale                                            | 2 777 833 | 100   | 43 |  |  |  |  |  |
|                               |                                                   |           |       |    |  |  |  |  |  |
| Voti non validi               | Voti non validi                                   | 73 188    | 2,57  |    |  |  |  |  |  |
| Votanti                       | Votanti                                           | 2 851 021 | 88,29 |    |  |  |  |  |  |
| Elettori                      | Elettori                                          | 3 229 311 |       |    |  |  |  |  |  |
|                               |                                                   |           |       |    |  |  |  |  |  |
| Fonte: Ministero dell'interno |                                                   |           |       |    |  |  |  |  |  |

#### Eletti
| Forza Italia | Lega Nord - MPA | Alleanza Nazionale                                                                                              | Unione dei Democratici Cristiani e di Centro                              |
| --- | --- | --- | ------------------------------------------------------------------------- |
| | | |                                                                           |
| - → Silvio Berlusconi - → Giulio Tremonti - Mariastella Gelmini - Antonio Palmieri - Gregorio Fontana - Giampiero Catone - Giorgio Jannone - Laura Ravetto - Giuseppe Romele - Adriano Paroli - Massimo Maria Berruti - Paolo Uggè - Piero Testoni | - → Umberto Bossi - Roberto Maroni - Carolina Lussana - Davide Caparini - Giacomo Stucchi - Matteo Brigandì - Lorenzo Bodega | - → Gianfranco Fini - Mirko Tremaglia - Stefano Saglia - Marco Airaghi - → Maria Ida Germontani - Pietro Armani | - → Pier Ferdinando Casini - Lorenzo Cesa - Luca Volontè - Riccardo Conti |

| L'Ulivo | Partito della Rifondazione Comunista                                                                  | Rosa nel Pugno | Italia dei Valori                        |
| --- | --- | --- | ---------------------------------------- |
| | | |                                          |
| - → Dario Franceschini - → Maurizio Migliavacca - Linda Lanzillotta - Francesco Tolotti - Gloria Buffo - Emilio Del Bono - Pierangelo Ferrari - Antonio Misiani - Antonio Rusconi - Mauro Fabris - Daniele Marantelli - Giovanni Sanga - Rosalba Benzoni - Luciano Pettinari - Lucia Codurelli | - → Fausto Bertinotti - Alfonso Gianni - Maurizio Zipponi                                             | - → Enrico Boselli - → Emma Bonino - → Roberto Villetti - → Marco Cappato - → Sergio D'Elia - → Lanfranco Turci - Salvatore Buglio | - → Antonio Di Pietro - Luciano D'Ulizia |
| - → Dario Franceschini - → Maurizio Migliavacca - Linda Lanzillotta - Francesco Tolotti - Gloria Buffo - Emilio Del Bono - Pierangelo Ferrari - Antonio Misiani - Antonio Rusconi - Mauro Fabris - Daniele Marantelli - Giovanni Sanga - Rosalba Benzoni - Luciano Pettinari - Lucia Codurelli | Federazione dei Verdi                                                                                 | Partito dei Comunisti Italiani |                                          |
| - → Dario Franceschini - → Maurizio Migliavacca - Linda Lanzillotta - Francesco Tolotti - Gloria Buffo - Emilio Del Bono - Pierangelo Ferrari - Antonio Misiani - Antonio Rusconi - Mauro Fabris - Daniele Marantelli - Giovanni Sanga - Rosalba Benzoni - Luciano Pettinari - Lucia Codurelli | | |                                          |
| - → Dario Franceschini - → Maurizio Migliavacca - Linda Lanzillotta - Francesco Tolotti - Gloria Buffo - Emilio Del Bono - Pierangelo Ferrari - Antonio Misiani - Antonio Rusconi - Mauro Fabris - Daniele Marantelli - Giovanni Sanga - Rosalba Benzoni - Luciano Pettinari - Lucia Codurelli | - → Alfonso Pecoraro Scanio - → Marco Lion - → Carlo Monguzzi - → Grazia Francescato - Camillo Piazza | - → Oliviero Diliberto - Gianni Pagliarini                                                                                         |                                          |

1. ↑  Opta per la circoscrizione Campania 1
2. ↑  Opta per la circoscrizione Calabria
3. ↑  Opta per il Parlamento europeo
4. ↑  Opta per la circoscrizione Emilia-Romagna
5. ↑  Opta per la circoscrizione Emilia-Romagna
6. ↑  Opta per la circoscrizione Lombardia 1
7. ↑  Opta per la circoscrizione Emilia-Romagna
8. ↑  Opta per la circoscrizione Emilia-Romagna
9. ↑  Opta per la circoscrizione Piemonte 2
10. ↑  Dimissionario in data 06.06.2006; subentrante: Ezio Locatelli
11. ↑  Opta per la circoscrizione Sicilia 2
12. ↑  Opta per la circoscrizione Veneto 2
13. ↑  Opta per la circoscrizione Sardegna
14. ↑  Opta per la circoscrizione Piemonte 2
15. ↑  Opta per la circoscrizione Campania 1
16. ↑  Opta per la circoscrizione Toscana
17. ↑  Opta per la circoscrizione Veneto 2
18. ↑  Opta per la circoscrizione Campania 2
19. ↑  Opta per la circoscrizione Marche
20. ↑  Opta per la circoscrizione Lombardia 1
21. ↑  Opta per la circoscrizione Friuli-Venezia Giulia
22. ↑  Opta per la circoscrizione Sicilia 1

### XVI legislatura

#### Risultati elettorali
|                               | Il Popolo della Libertà                  | 849 427   | 31,31 | 15 |  |  |  |  |  |
|                               | Lega Nord                                | 754 857   | 27,82 | 14 |  |  |  |  |  |
|                               | Totale coalizione                        | 1 604 284 | 59,13 | 29 |  |  |  |  |  |
|                               | Partito Democratico                      | 663 816   | 24,47 | 10 |  |  |  |  |  |
|                               | Italia dei Valori                        | 103 004   | 3,80  | 2  |  |  |  |  |  |
|                               | Totale coalizione                        | 766 820   | 28,27 | 12 |  |  |  |  |  |
|                               | Unione di Centro                         | 131 177   | 4,84  | 2  |  |  |  |  |  |
|                               | La Sinistra l'Arcobaleno                 | 66 393    | 2,45  | –  |  |  |  |  |  |
|                               | La Destra - Fiamma Tricolore             | 51 692    | 1,91  | –  |  |  |  |  |  |
|                               | Lega per l'Autonomia - Alleanza Lombarda | 13 992    | 0,52  | –  |  |  |  |  |  |
|                               | Partito Socialista                       | 13 514    | 0,50  | –  |  |  |  |  |  |
|                               | Associazione per la Difesa della Vita    | 12 002    | 0,44  | –  |  |  |  |  |  |
|                               | Partito Comunista dei Lavoratori         | 11 945    | 0,44  | –  |  |  |  |  |  |
|                               | Forza Nuova                              | 10 371    | 0,38  | –  |  |  |  |  |  |
|                               | Sinistra Critica                         | 10 635    | 0,39  | –  |  |  |  |  |  |
|                               | Per il Bene Comune                       | 8 313     | 0,31  | –  |  |  |  |  |  |
|                               | Partito Liberale Italiano                | 6 153     | 0,23  | –  |  |  |  |  |  |
|                               | Unione Democratica per i Consumatori     | 5 650     | 0,21  | –  |  |  |  |  |  |
| Totale                        | Totale                                   | 2 712 941 | 100   | 43 |  |  |  |  |  |
|                               |                                          |           |       |    |  |  |  |  |  |
| Voti non validi               | Voti non validi                          | 74 639    | 2,68  |    |  |  |  |  |  |
| Votanti                       | Votanti                                  | 2 787 580 | 85,82 |    |  |  |  |  |  |
| Elettori                      | Elettori                                 | 3 248 230 |       |    |  |  |  |  |  |
|                               |                                          |           |       |    |  |  |  |  |  |
| Fonte: Ministero dell'interno |                                          |           |       |    |  |  |  |  |  |

#### Eletti
| Il Popolo della Libertà | Lega Nord | Partito Democratico | Italia dei Valori                                                                                 | Unione di Centro                                  |
| --- | --- | --- | ------------------------------------------------------------------------------------------------- | ------------------------------------------------- |
| | | |                                                                                                   |                                                   |
| - → Silvio Berlusconi - → Gianfranco Fini - Giulio Tremonti - Mariastella Gelmini - Raffaello Vignali - Mirko Tremaglia - Gregorio Fontana - Stefano Saglia - Antonio Palmieri - Adriano Paroli - Laura Ravetto - Viviana Beccalossi - Giuseppe Romele - Giorgio Jannone - Massimo Maria Berruti - Antonio Angelucci - Renato Farina | - → Umberto Bossi - Roberto Maroni - Giacomo Stucchi - Davide Caparini - Marco Reguzzoni - Daniele Molgora - Nicola Molteni - Marco Rondini - Carolina Lussana - Silvana Comaroli - Jonny Crosio - Pierguido Vanalli - Erica Rivolta - Raffaele Volpi - Nunziante Consiglio | - Enrico Letta - Paolo Corsini - Paola Binetti - Antonio Misiani - Daniele Marantelli - Giovanni Sanga - Lucia Codurelli - Renzo Lusetti - Pierangelo Ferrari - Chiara Braga | - → Antonio Di Pietro - → Silvana Mura - Sergio Michele Piffari - → Gabriele Cimadoro - Ivan Rota | - Savino Pezzotta - → Lorenzo Cesa - Luca Volontè |

1. ↑  Opta per la circoscrizione Molise
2. ↑  Opta per la circoscrizione Emilia-Romagna
3. ↑  Deceduto in data 30.12.2011; subentrante: Luigi Fabbri
4. ↑  Dimissionario in data 17.01.2012; subentrante: Antonio Giuseppe Maria Verro
5. ↑  Opta per la circoscrizione Lombardia 1
6. ↑  Opta per la circoscrizione Molise
7. ↑  Opta per la circoscrizione Emilia-Romagna
8. ↑  Opta per la circoscrizione Lombardia 1
9. ↑  Opta per la circoscrizione Puglia

### XVII legislatura

#### Risultati elettorali
|                               | Il Popolo della Libertà       | 518 705   | 20,57 | 7  |  |  |  |  |  |
|                               | Lega Nord                     | 442 669   | 17,56 | 6  |  |  |  |  |  |
|                               | Fratelli d'Italia             | 37 335    | 1,48  | –  |  |  |  |  |  |
|                               | La Destra                     | 9 189     | 0,36  | –  |  |  |  |  |  |
|                               | Moderati in Rivoluzione       | 3 363     | 0,13  | –  |  |  |  |  |  |
|                               | Totale coalizione             | 1 011 261 | 40,11 | 13 |  |  |  |  |  |
|                               | Partito Democratico           | 580 837   | 23,04 | 20 |  |  |  |  |  |
|                               | Sinistra Ecologia Libertà     | 47 076    | 1,87  | 2  |  |  |  |  |  |
|                               | Centro Democratico            | 5 037     | 0,20  | –  |  |  |  |  |  |
|                               | Totale coalizione             | 632 950   | 25,10 | 22 |  |  |  |  |  |
|                               | Movimento 5 Stelle            | 462 797   | 18,36 | 6  |  |  |  |  |  |
|                               | Scelta Civica                 | 274 783   | 10,90 | 4  |  |  |  |  |  |
|                               | Unione di Centro              | 31 985    | 1,27  | –  |  |  |  |  |  |
|                               | Futuro e Libertà per l'Italia | 6 435     | 0,26  | –  |  |  |  |  |  |
|                               | Totale coalizione             | 313 203   | 12,42 | 4  |  |  |  |  |  |
|                               | Fare per Fermare il Declino   | 49 761    | 1,97  | –  |  |  |  |  |  |
|                               | Rivoluzione Civile            | 34 212    | 1,36  | –  |  |  |  |  |  |
|                               | Fiamma Tricolore              | 11 135    | 0,44  | –  |  |  |  |  |  |
|                               | Io Amo l'Italia               | 5 918     | 0,23  | –  |  |  |  |  |  |
| Totale                        | Totale                        | 2 521 237 | 100   | 45 |  |  |  |  |  |
|                               |                               |           |       |    |  |  |  |  |  |
| Voti non validi               | Voti non validi               | 97 869    | 3,74  |    |  |  |  |  |  |
| Votanti                       | Votanti                       | 2 619 106 | 79,94 |    |  |  |  |  |  |
| Elettori                      | Elettori                      | 3 276 254 |       |    |  |  |  |  |  |
|                               |                               |           |       |    |  |  |  |  |  |
| Fonte: Ministero dell'interno |                               |           |       |    |  |  |  |  |  |

#### Eletti
| Partito Democratico | Il Popolo della Libertà | Movimento 5 Stelle                                                                                       |
| --- | --- | --- |
| | | |
| - Carlo Dell'Aringa - Miriam Cominelli - Antonio Misiani - Elena Carnevali - Daniele Marantelli - Ernesto Preziosi - Chiara Braga - Alfredo Bazoli - Simona Bonafè - Veronica Tentori - Giovanni Sanga - Maria Chiara Gadda - Ermete Realacci - Marina Berlinghieri - Giuseppe Guerini - Sandro Gozi - Mauro Guerra - Gian Mario Fragomeli - Angelo Senaldi - Guido Galperti | - Mariastella Gelmini - Gregorio Fontana - Antonio Palmieri - Laura Ravetto - Raffaello Vignali - Antonio Angelucci - Giuseppe Romele | - Dino Alberti - Claudio Cominardi - Tatiana Basilio - Giorgio Sorial - Ivan Catalano - Cosimo Petraroli |
| Sinistra Ecologia Libertà | Lega Nord | Scelta Civica                                                                                            |
| | | |
| - → Nichi Vendola - Titti Di Salvo - Luigi Lacquaniti | - Umberto Bossi - Giancarlo Giorgetti - Stefano Borghesi - Cristian Invernizzi - Davide Caparini - Nicola Molteni                     | - Alberto Bombassei - Gregorio Gitti - Milena Santerini - Mario Sberna                                   |

1. ↑  Opta per la circoscrizione Puglia